# Szolnok
Szolnok er en by i det centrale Ungarn med 66.426(2024) indbyggere. Byen er hovedstad i provinsen Jász-Nagykun-Szolnok.

## Personer født i Szolnok
- Gizella Tary († 1960)
- Csaba Horváth († 2004), kemiingeniør
- Arpád Račko († 2015), slovakisk skulptør
- Zoltán Jeney, komponist († 2019)
- Katalin Karikó (1955-) biokemiker[1]
- Ferenc Molnár (1982-), sanger
- Gina Kanizsa (1988-), sanger